# 과당 1,6-이중인산
과당 1,6-이중인산(영어: fructose 1,6-bisphosphate) 또는 과당 1,6-비스인산 또는 과당 1,6-이인산 또는 프럭토스 1,6-이중인산은 1번, 6번 탄소에 인산기가 있는 과당 유도체이다. 하든-영 에스터(Harden-Young ester)라고도 하며, 줄여서 F1,6BP라고도 한다. 세포 내에서는 β-D-형이 흔한 형태이다. 세포로 들어가면 대부분의 포도당과 과당은 과당 1,6-이중인산으로 전환된다.

## 해당과정에서
|  |

과당 1,6-이중인산은 해당과정 대사 경로에 있으며, 과당 6-인산의 인산화에 의해 생성된다.
|  |

다음 단계에서 과당 1,6-이중인산은 글리세르알데하이드 3-인산과 다이하이드록시아세톤 인산으로 분해된다. 과당 1,6-이중인산은 피루브산 키네이스의 다른 자리 입체성 활성인자이다.

## 이성질체
과당 1,6-이중인산의 유일한 생물학적 활성형은 β-D-형태이다. 과당 1,6-이중인산과 관련된 다양한 이성질체가 존재한다.

## 철 킬레이트화
과당 1,6-이중인산은 펜톤 화학(Fenton chemistry)을 통해 활성산소를 생성할 수 있는 불용성 Fe3+로의 산화가 가능한 용해성 철 형태인 Fe2+를 결합 및 분리하는 능력과도 관련되어 있다. Fe2+와 결합하는 과당 1,6-이중인산의 능력은 전자전달을 방지할 수 있기 때문에, 인체 내에서 항산화제로 작용할 수 있다. 펜톤 화학이 이러한 질환에 중요한 역할을 하는지, 또는 과당 1,6-이중인산이 이러한 질환에 대해 완화 작용을 할 수 있는지에 대한 여부는 불확실하지만, 알츠하이머병과 파킨스병과 같은 특정 신경퇴행성 질환은 철분 함량이 높은 화합물과 관련이 있다.

## 같이 보기
- 과당
- 과당 2,6-이중인산